# Cardenal anyil becblanc
El cardenal anyil becblanc o durbec blau (Passerina caerulea) és una espècie d'ocell de la família dels cardinàlids (Cardinalidae) que habita boscos, arbusts i conreus, criant a la meitat meridional dels Estats Units (pel centre cap al nord fins al sud de Dakota del Nord) i localment a Mèxic i Amèrica Central. L'hivern les poblacions septentrionals arriben fins a les Antilles i el sud d'Amèrica Central.